# Худоярове
Худоя́рове — село в Україні, у Шевченківській селищній громаді Куп’янського району Харківської області. Населення становить 12 осіб. До 2020 орган місцевого самоврядування — Василенківська сільська рада.

## Географія
Село Худоярове знаходиться біля витоків річки Гнилиця ІІ (ліва притока р. Сіверський Донець), нижче за течією на відстані 1,5 км розташоване село Гаврилівка (Чугуївський район). Поруч проходить автомобільна дорога Н26 і залізниця, станція Бурлуцький, колишнє село Бурлуцький.

## Історія
- 1922 — дата заснування.
- 12 червня 2020 року, відповідно до Розпорядження Кабінету Міністрів України № 725-р «Про визначення адміністративних центрів та затвердження територій територіальних громад Харківської області», увійшло до складу Шевченківської селищної територіальної громади[2].
- 19 липня 2020 року, в результаті адміністративно-територіальної реформи та ліквідації Шевченківського району, село увійшло до складу новоутвореного Куп'янського району Харківської області[3].

## Населення

### Мова
Розподіл населення за рідною мовою за даними перепису 2001 року:
| Мова       | Кількість | Відсоток |
| ---------- | --------- | -------- |
| українська | 72        | 93.51%   |
| російська  | 5         | 6.49%    |
| Усього     | 77        | 100%     |